# Justin Lall
Justin Lall (ur. 27 września 1986, zm. 19 sierpnia 2020) – amerykański brydżysta z tytułem World International Master (WBF).
Tytuł brydżowy  ACBL Grand Life Master otrzymał jako najmłodszy zawodnik w historii w wieku 25 lat i 5 miesięcy.

## Wyniki brydżowe

### Olimpiady
Na olimpiadach uzyskał następujące rezultaty:
| Olimpiady Brydżowe. Zawody teamów | Olimpiady Brydżowe. Zawody teamów | Olimpiady Brydżowe. Zawody teamów    | Olimpiady Brydżowe. Zawody teamów | Olimpiady Brydżowe. Zawody teamów | Olimpiady Brydżowe. Zawody teamów |
| Rok                               | Miejsce                           | Zawody                               | Kategoria                         | Drużyna                           | Pozycja                           |
| --------------------------------- | --------------------------------- | ------------------------------------ | --------------------------------- | --------------------------------- | --------------------------------- |
| 2008                              | Pekin                             | 1 Światowe Zawody Sportów Umysłowych | Juniorzy                          | USA                               | 9                                 |

| Olimpiady Brydżowe. Zawody Par | Olimpiady Brydżowe. Zawody Par | Olimpiady Brydżowe. Zawody Par       | Olimpiady Brydżowe. Zawody Par | Olimpiady Brydżowe. Zawody Par | Olimpiady Brydżowe. Zawody Par |
| Rok                            | Miejsce                        | Zawody                               | Kategoria                      | Partner                        | Pozycja                        |
| ------------------------------ | ------------------------------ | ------------------------------------ | ------------------------------ | ------------------------------ | ------------------------------ |
| 2008                           | Pekin                          | 1 Światowe Zawody Sportów Umysłowych | Juniorzy                       | Joe Grue                       | 55                             |

### Zawody światowe
W światowych zawodach zdobył następujące lokaty:
| Mistrzostwa Świata. Konkurencja teamów | Mistrzostwa Świata. Konkurencja teamów | Mistrzostwa Świata. Konkurencja teamów   | Mistrzostwa Świata. Konkurencja teamów | Mistrzostwa Świata. Konkurencja teamów | Mistrzostwa Świata. Konkurencja teamów |
| Rok                                    | Miejsce                                | Zawody                                   | Kategoria                              | Drużyna                                | Pozycja                                |
| -------------------------------------- | -------------------------------------- | ---------------------------------------- | -------------------------------------- | -------------------------------------- | -------------------------------------- |
| 2011                                   | Veldhoven                              | 40 Mistrzostwa Świata Teamów             | Open                                   | USA 2                                  | 2                                      |
| 2010                                   | Filadelfia                             | 13 Seria Mistrzostw Świata               | Open                                   | Lall                                   | 113                                    |
| 2009                                   | Stambuł                                | 1 Światowy Kongres Młodzieży             | Juniorzy                               | USA-Blue                               | 3                                      |
| 2006                                   | Bangkok                                | 11 Młodzieżowe Mistrzostwa Świata Teamów | Juniorzy                               | USA 1                                  | 1                                      |
| 2006                                   | Werona                                 | 12 Mistrzostwa Świata                    | Open                                   | Chang                                  | 33                                     |
| 2005                                   | Sydney                                 | 10 Młodzieżowe Mistrzostwa Świata Teamów | Juniorzy                               | USA 1                                  | 1                                      |
| 2004                                   | Nowy Jork                              | 1 Mistrzostwa Świata Teamów Szkolnych    | Młodzież Szkolna                       | USA Red                                | 5                                      |

| Mistrzostwa Świata. Konkurencja par | Mistrzostwa Świata. Konkurencja par | Mistrzostwa Świata. Konkurencja par  | Mistrzostwa Świata. Konkurencja par | Mistrzostwa Świata. Konkurencja par | Mistrzostwa Świata. Konkurencja par |
| Rok                                 | Miejsce                             | Zawody                               | Kategoria                           | Partner                             | Pozycja                             |
| ----------------------------------- | ----------------------------------- | ------------------------------------ | ----------------------------------- | ----------------------------------- | ----------------------------------- |
| 2010                                | Filadelfia                          | 13 Mistrzostwa Świata                | Miksty                              | Cecilia Rimsedt                     | 41                                  |
| 2010                                | Filadelfia                          | 13 Mistrzostwa Świata                | Open                                | Hemant Lall                         | 61                                  |
| 2009                                | Stambuł                             | 1 Światowy Kongres Młodzieży         | Juniorzy                            | Jeremy Fournier                     | 10                                  |
| 2006                                | Werona                              | 12 Mistrzostwa Świata                | Open                                | Hemant Lall                         | 238                                 |
| 2003                                | Tata                                | 5 Młodzieżowe Mistrzostwa Świata Par | Juniorzy                            | Ari David Greenberg                 | 22                                  |
| 1998                                | Lille                               | 10 Mistrzostwa Świata                | Miksty                              | Hemant Lall                         | 169                                 |

## Klasyfikacja
- Justin Lall – klasyfikacja WBF (ang.)